# Aion (Dead Can Dance)
Pour les articles homonymes, voir Aion.
Albums de Dead Can Dance
The Serpent's Egg
(1988) A Passage in Time
(1991)
Aion est le titre du cinquième album du duo Dead Can Dance. L'album est paru le 2 juillet 1990 chez 4AD sous le numéro de catalogue CAD0007. Il a été enregistré dans l'église Quivvy (en Irlande) appartenant à Brendan Perry.
Marquant un nouvel écart avec l'album précédent, cet album a la particularité, dans la discographie du groupe, d'être entièrement consacré à la musique du Moyen Âge. La chanson The Song of the Sybil (El Cant de la Sibil·la en catalan) contient des paroles en catalan du XVIe siècle. Les légères influences ethniques aperçues sur The Serpent's Egg se manifestent également sur Aion.
La pochette de l'album est un détail du volet central (la Terre) du Jardin des délices de Jérôme Bosch.

## Liste des titres
1. The Arrival and the Reunion – 1:38
2. Saltarello – 2:33
3. Mephisto – 0:54
4. The Song of the Sybil – 3:45
5. Fortune Presents Gifts Not According to the Book – 6:03
6. As the Bell Rings the Maypole Spins – 5:16
7. The End of Words – 2:05
8. Black Sun – 4:56
9. Wilderness – 1:24
10. The Promised Womb – 3:22
11. The Garden of Zephirus – 1:20
12. Radharc – 2:48